# 柳瀬久美子
柳瀬久美子（やなせ くみこ、1963年12月19日 - ）は、東京都出身のフードコーディネーター。
都内洋菓子店、レストランなどで6年間働いた後、渡仏。帰国後フードコーディネーターとして独立。雑誌、広告、テレビなどの料理・菓子制作のほか、企業の商品開発、店舗のメニュー開発も手がける。

## 著作
- ワッフル（雄鶏社）
- キャラメルのお菓子（雄鶏社）
- チーズケーキ30（永岡書店）
- お菓子な人生（六耀社）
- おいしいお菓子の教科書（新星出版社）